# ゲパード
ゲパード（ハンガリー語: Gepárd）は、ハンガリーで開発された一連の遠距離狙撃銃である。
ゲパード（Gepárd）とは「チーター」の意。

## 概要
ゲパードシリーズは、最初のモデルであるM1がハンガリー軍研究所によって1987年に設計され、MOMウォーターメジャリング・テクニック社が製造している。
1991年からはハンガリー軍でも制式対物ライフルとして採用されており、国連軍として派兵されている部隊などで使用されている。
初期のモデルはワルシャワ条約機構軍の重機関銃用弾薬、12.7x108mm弾薬のみを使用していたが、ハンガリーの自由化後、銃身に改良を施すなどし、NATO軍で使用されている12.7x99mm弾を使用できる輸出型も開発された。その後、ハンガリー軍もNATOの一員として活動するようになると、輸出型同様にハンガリー軍に制式採用されたゲパードM1は全て12.7x99mm口径に変更された。

## 特徴
元々、ゲパードM1は遠距離狙撃銃として開発されているため、優れた命中精度を誇る。
M1の作動方式はボルトアクション方式を採用しており、装弾数は1発のみとなっている。撃発メカニズムは独特であり、銃把部分に撃発メカニズムがまとめられており、先端には撃針が露出して取り付けられており、銃把がボルトハンドルを兼ねている。形状はシングルアクションの単発拳銃に近い。弾薬の装填方法は、銃把を右方向に回転させて後方に引くことで撃発メカニズム部分を銃身から取り外し、その先端部分に弾薬を装着して機関部へ挿入する。最後は銃把を左方向に回して元に戻すことで完了する。排莢も同じ手順で行う。
ゲパードM2では手動ボルトアクションに代わりロングリコイル方式の反動利用・セミオートマチックに変更され、以後M3、M4、M6、GM6にロングリコイル方式の機構が用いられている（M5はM1と構成は異なるが、同様のボルトアクション方式である）。

## バリエーション
使用目的ごとに使い分けるため、様々なバリエーションが開発されている。

### M1A1/M1A2
M1A1
照準器を改良し長銃身型とした改良モデル。銃身が長過ぎるために専用の運搬バッグが用意された。重量がありすぎ（総重量21kg）たため、実用性がないと判断され、試作のみに終わった。

### M2
M1と同じく、ハンガリー軍研究所で開発された対物ライフル。ただし、M1とは違い純粋な対物ライフルとして設計されていて、分隊に配備することを前提にしており、兵員が1人で容易に運用できるよう、ブルパップ方式を採用し、弾倉を銃把の横に配置することで全長をできる限り短くしている。
作動方式はセミオートマチックで、機関部側面に5発もしくは10発の箱型弾倉を装填する。また、銃口に大型のマズル・コンペンセイターの装着をしたり、重い銃身を使用するなどして、反動を軽減する工夫を施している。
- 口径：12.7x108mm
- 全長：157cm
- 銃身長：1,100mm
- 重量：10kg
- 装弾数：5/10発+1
- 作動方式：ロングリコイル方式[2]

M2A1
M2の空挺部隊向けのモデルで、銃身を830mmまで縮めて全長を短くしている。また、折りたたみ式の二脚を標準装備している。
M2A2
警察用に更に全長を縮めた短縮モデル。

### M3
M2を14.5x114mm口径に大型化したモデル。

### M4
M2を改良した遠距離狙撃銃。作動方式はロングリコイル方式で、セミオートマチックである。ブルパップ方式を変更し、機関部と弾倉が銃把の前にある通常の形式になった。遠距離でも十分な精度を維持するため、機関部を大型化し振動を軽減させ、弾丸の銃身内弾道を安定させている。また、銃床は折り畳み可能なものとなった。
使用弾薬は12.7x108mmで、M1と同じくハンガリー自由化後に12.7x99mmの使用が可能なモデルの開発を行った。
- 口径：12.7x108mm/12.7x99mm
- 全長：1,450mm
- 銃身長：800mm
- 重量：17kg
- 装弾数：5発+1
- 作動方式：ロングリコイル方式

### M5
M2をボルトアクション方式の単発式に変更したモデル。
- 口径：12.7x108mm/12.7x99mm

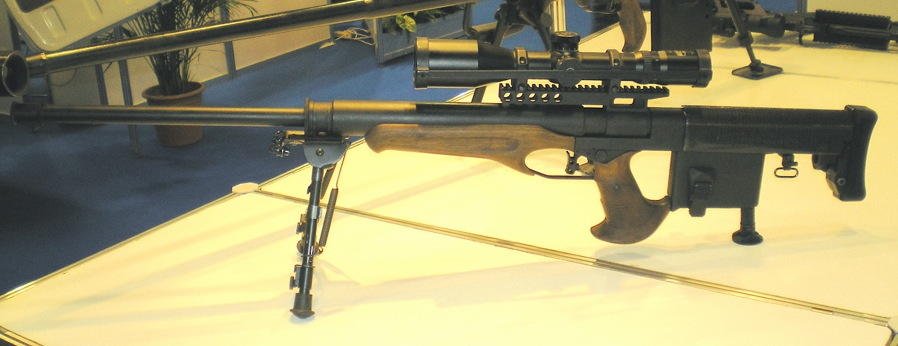
ゲパード M5

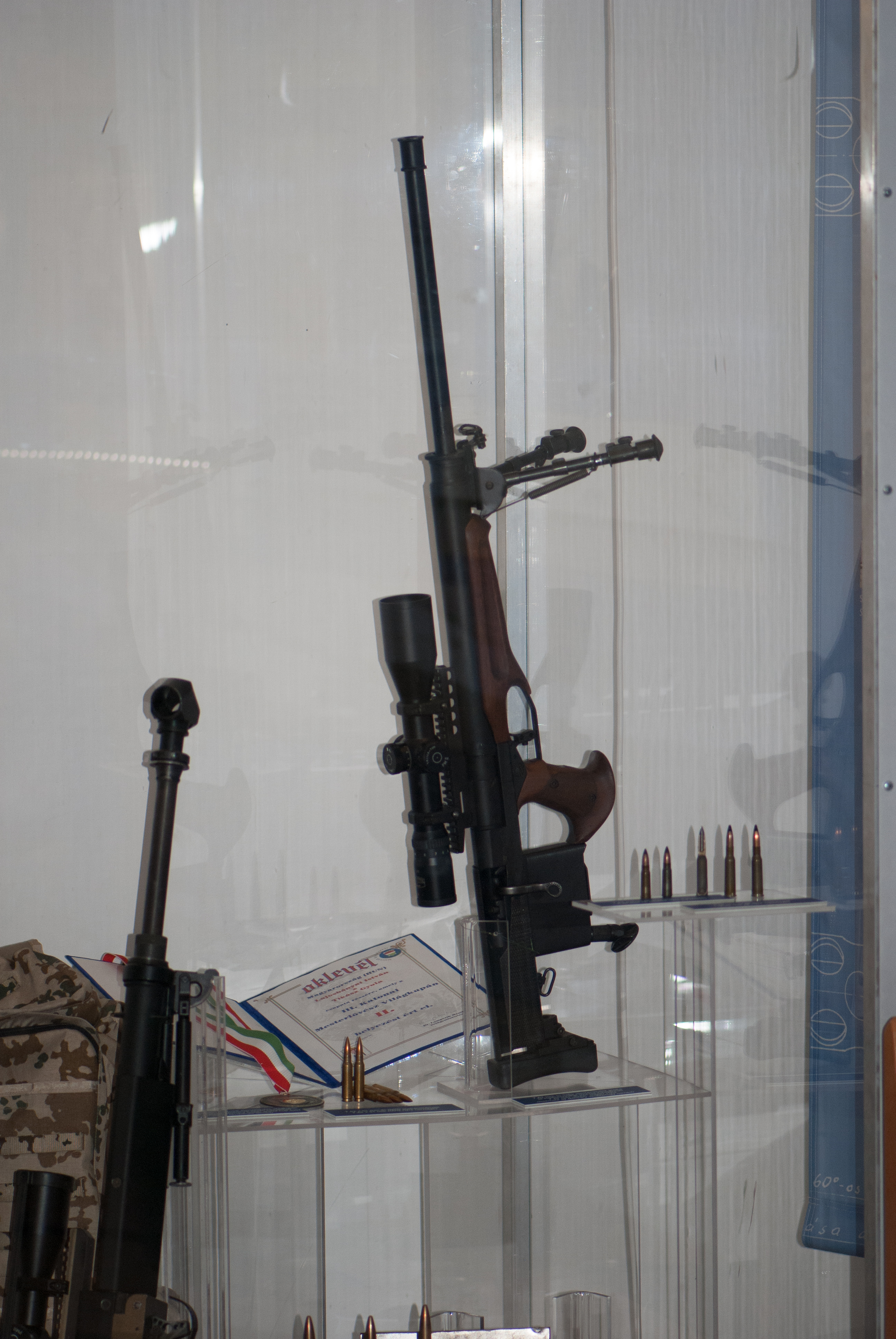
ゲパード M5

- 作動方式：ボルトアクション

### M6
M4の使用弾薬を14.5x114mm弾とした口径拡大型。

### GM6 Lynx
ゲパードシリーズの最新モデル。M2の改良型。ブルパップ方式を採用しており、作動はロングリコイル方式のセミオートマチック。銃身を手動で後退させて固定し、全長を短くした状態で携行でき、携行性を高めている。連射速度は高く、2秒で6連射ができるほど。
対物ライフルとしては小型軽量であり、立射姿勢で連射も可能なので、携行性と合わせると即応性は高い。
- 口径：12.7x108mm/12.7x99mm
- 全長：1,126mm（展開時）, 928mm（短縮時）
- 銃身長：730mm
- 重量：11.5kg
- 装弾数：5,10発+1
- 作動方式：ロングリコイル方式

## 運用国
- ハンガリー
- ルーマニア

- トルコ
- インド

- アメリカ合衆国
- カナダ

## 登場作品

### アニメ
『ターミネーター0』
GM6 Lynxが登場。第1話序盤の2022年のシーンにて、抵抗軍基地に潜入したターミネーターが両手に1丁ずつ持ち、基地内の人間に対して乱射する。

### ゲーム
『ARMA 3』
AAFとCSATの二陣営の狙撃兵が装備。
『BLACK LAGOON』
単行本1巻でレヴィが攻撃ヘリ迎撃に使用。
『Phantom -PHANTOM OF INFERNO-』
アイン（エレン）がゲパードM1を用いて2,000ヤードの超長距離から狙撃を行う。テレビアニメ版『Phantom 〜Requiem for the Phantom〜』においても同様の描写がある。
『コール オブ デューティシリーズ』
『CoD:G』
GM6 Lynxが登場する。キャンペーンの"Clockwork"にてプレイヤーが最初から使用可能。
『CoD:AW』
『CoD:G』同様にGM6 Lynxが登場する。
『CoD:MWII』
GM6 Lynxが「Signal 50」の名称で登場。

### 小説
『キノの旅 -the Beautiful World-』
2巻「狙撃兵の話」で狙撃兵が使用。
『ソードアート・オンラインオルタナティブ　ガンゲイルオンライン』
単行本6巻の ”20260816テストプレイ”において、敵NPCの一人、ロックが使用。